# Kanadyjska Partia Dziedzictwa Chrześcijańskiego
Kanadyjska Partia Dziedzictwa Chrześcijańskiego (ang. Christian Heritage Party of Canada – CHP, fr.Parti de l’héritage Chrétien du Canada – PHC) – kanadyjska konserwatywna partia polityczna założona w listopadzie 1987 roku, w Hamilton (Ontario). Szefem partii jest Jim Hnatiuk.

## Program
CHP chce ochrony tradycyjnej rodziny i małżeństwa jako związku kobiety i mężczyzny. Kolejnym punktem polityki partii jest ochrona życia ludzkiego od poczęcia do naturalnej śmierci, a więc walka z aborcją i eutanazją. Nie zgadza się również na badania na ludzkich embrionach i płodach. Zakładają również zaostrzenie przepisów deportacyjnych w przypadku nielegalnych imigrantów.
W polityce zagranicznej PHC popiera politykę „wojny z terroryzmem” i uważa, że Kanada powinna wspierać USA w niej. Wspiera również Izrael w walce z organizacjami terrorystycznymi chcącymi go wymazać z mapy.
W polityce gospodarczej przewidują prywatyzacje większości własności państwa. Kolejnym punktem jest zaprzestanie finansowania przez państwo partii politycznych.

## Historia partii
W 1987 roku na konwencie w Hamilton, Ontario założyli CHP i wybrali na pierwszego Lidera Eda Vanwoudenberga, który pozostał nim do 1991 roku. W żadnych z wyborów, w których startowali nie udało im się zdobyć głosu.

### Wybory parlamentarne
| Rok wyborów | # Ilość głosów | % głosów |
| 1988        | 102,533        | 0.78%    |
| 1993        | 30,455         | 0.22%    |
| 1997        | 29,085         | 0.22%    |
| 2000        | 10,110         | 0,08%    |
| 2004        | 40,283         | 0.3%     |
| 2006        | 28,163         | 0.19%    |
| 2008        | 26,751         | 0.19%    |
| 2011        | 19,218         | 0.13%    |